# Margaret Gurney
Margaret Gurney (Washington D. C., 28 de octubre de 1908-Quilcene, 19 de marzo de 2002) fue una matemática, estadística y programadora estadounidense. Originalmente entrenada en el estudio matemático de las ecuaciones diferenciales parciales en el Swarthmore College, Universidad Brown y en la Universidad de Göttingen. 
Gurney comenzó a trabajar en la oficina de censo de Naciones Unidas, donde se volvió famosa por su capacidad en muestreo, muestreo estratificado y encuestas. En la oficina de censo participó en el desarrollo del software de la computadora UNIVAC I. Posteriormente se desempeñó como consultora internacional y método de enseñanza de estadística en países en desarrollo. Ganó la medalla de plata del Departamento de Comercio y fue reconocida como Miembro de la Asociación Estadounidense de Estadística.